# マジョガリータ
「マジョガリータ」 (まじょがりーた）は、第2世代・恵比寿マスカッツの4枚目のシングルCD。

## 概要
10月19日ミュージック・カードと同時発売。
ミュージックビデオには初代・恵比寿マスカッツリーダーの蒼井そらも出演している。
TOKYO MX『DREAM ドライブ お笑いネタ祭り』1月度エンディングテーマ。

## 収録曲
1. マジョガリータ [4:51]
2. Twenty-Nine [3:58]
3. Class(feat.チームモンスター) [4:04]
4. マジョガリータ (インストゥルメタル) [4:51]
5. Twenty-Nine (インストゥルメタル) [3:58]
6. Class(チームモンスター) (インストゥルメタル) [4:01]